# Jacques Grippa
Jacques Grippa (Grivegnée, 30 marzo 1913 – Forest, 30 agosto 1991) è stato un politico belga.

## Biografia

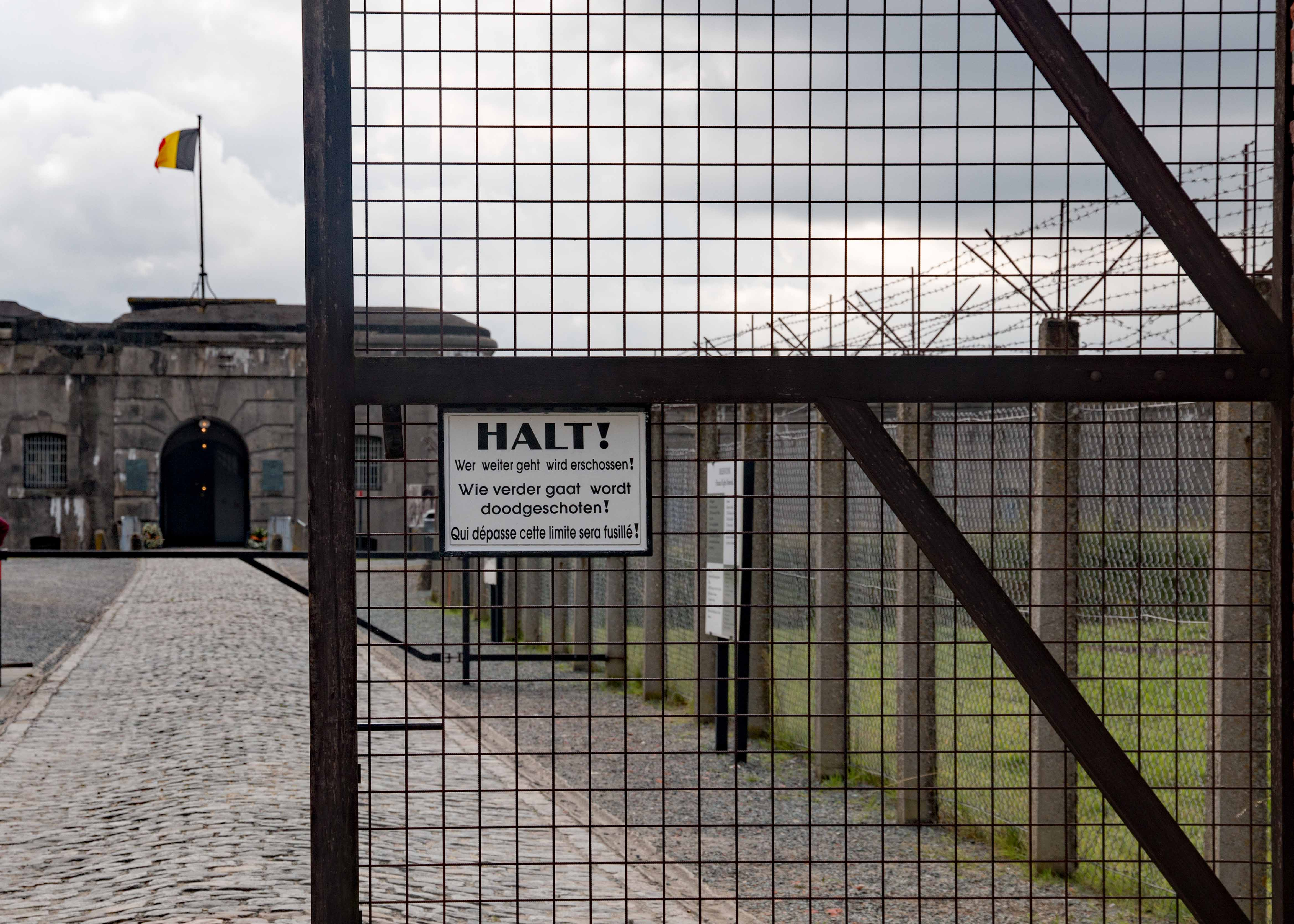
Ingresso di Fort van Breendonk

Nato nel 1913 a Grivegnée, un sobborgo di Liegi, da uno studente italiano di ingegneria Giovanni Grippa (1886-1945) e di una belga Stéphanie Becco (1888-1935), che nel novembre 1914, approfittando della neutralità italiana, ancora in corso, fuggirono dall'occupazione tedesca del paese riparando a Milano presso un fratello del padre. Quì, un giorno venne condotto da sua madre ad una manifestazione contro la guerra che fu interrotta da una carica a cavallo dei carabinieri. Terminata la guerra e scampati dalla Influenza spagnola, la famiglia Grippa tornò a Liegi in Belgio nel 1919, attraversando le regioni francesi devastate dalla guerra, col treno, abitando inizialmente presso i nonni materni, causa le scarse risorse finanziarie della coppia; suo nonno era un operaio tornitore presso la Cuivre et Zinc Grivegnée, socialista militante sindacalista e ateo e di sentimento repubblicano, come sua moglie.
Inscritto direttamente al partito comunista belga, al tempo costituente una sezione della Terza Internazionale Comunista, dall'età di 17 anni senza il passaggio del tesseramento giovanile, ottenne la cittadinanza belga con un ricorso in tribunale, dopo che la sua prima richiesta era stata respinta a ragione delle sue opinioni politiche. Nell'ottobre 1930 iniziò gli studi di ingegneria all'Università di Liegi e nello stesso decennio divenne membro della dirigenza di Bruxelles del Partito Comunista del Belgio (PCB).

### Resistenza all'occupazione nazista
Ebbe un ruolo importante rispettivamente nella resistenza belga contro il regime nazista durante la seconda guerra mondiale. Grippa si unì alla resistenza, prima come capo del MOI (Main d'oeuvre immigré), un gruppo della resistenza formato da immigrati e poi divenne capo di stato maggiore del '"Armée belge des partisans" (formante la sezione armata del "Front de l'Indépendance").
Nel 1943 venne arrestato dalla Gestapo e imprigionato a Fort Breendonk ove fu torturato, ma non rivelò nulla ai suoi aguzzini, resistendo anche all'offerta di scambiare la sua vita contro informazioni sull'organizzazione partigiana, che gli venne proposta da quattro dirigenti del PCB catturati e divenuti collaborazionisti. Dopo questo rifiuto venne deportato nel campo di concentramento di Buchenwald ove divenne uno dei capi della resistenza clandestina interna nel campo.
Terminata la seconda guerra mondiale, Grippa divenne capo di gabinetto di Adrien van den Branden de Reeth ministro per le vittime della guerra, in questa posizione ebbe un ruolo importante nell'accoglienza e nell'orientamento dei prigionieri politici del passato regime. Nel successivo governo belga fu capo di gabinetto del ministro comunista dei lavori pubblici Jean Borremans.
Negli anni '50 e '60 del secolo XX, un conflitto crescente - agli occhi di alcuni osservatori puramente di natura opportunistica, agli occhi di altri fondamentalmente di carattere ideologico - contrappose i due principali regimi comunisti mondiali, l'Unione Sovietica e la Repubblica Popolare Cinese, rappresentati dai loro due leader in carica nel periodo: Nikita S. Krusciov e Mao Zedong.
Il 18 novembre 1962 Jacques Grippa venne espulso dal PCB, di stretta osservanza sovietica, per aver sostenuto le posizioni di Pechino contro Mosca durante la crisi sino-sovietica, la prima presa di posizione filocinese di Grippa risaliva al 22 febbraio 1962 con un suo scritto comparso su Le Drapeau rouge, l'organo del PCB, intitolato "Pour l'unité marxiste-léniniste du Parti et pour l'unité marxiste-léniniste du mouvement communiste international" (Per l'unità marxista-leninista del Partito e per l'unità marxista-leninista del movimento comunista internazionale). Anche altri comunisti, come Maurice Massoz, Maurice Delogne e René Raindorf furono espulsi e a loro si unirono numerosi membri della federazione PCB di Bruxelles, questa corrente comunista venne indicata col l'appellativo di "grippista".

### Alla guida dei partiti comunisti leninisti maoisti europei
Il 22 dicembre 1963 Jacques Grippa, insieme ad altri dissidenti comunisti belgi, fondò un nuovo partito, a livello nazionale, chiamato Partito Comunista del Belgio, inizialmente con cica 500 membri, una sua rivista settimanale, La Voix du peuple, e una libreria di partito aperta a Bruxelles Le Livre international, per quest'ultima ricevette dai cinesi un credito senza interesse di 400000 franchi belgi, oltre ad un altro milione di franchi.per le spese correnti del partito. Questo partito rapidamente aprì delle sezioni in tutto il Belgio e fu il primo partito marxista-leninista filo-cinese, o maoista europeo, facendo da testa di ponte per l'ingresso "cinese" in Europa e ricevendo per questo adeguati finanziamenti cinesi. Numericamente il partito raccolse circa un terzo dei militanti del PCB, in particolare quelli dell'area di Bruxelles e la quasi totalità degli studenti.
Velocemente Jacques Grippa, che aveva iniziato contattando l'ambasciata cinese all'Aia divenne il primo e principale leader maoista in Belgio e in Europa, ricevendo dal Partito Comunista Cinese l'incarico di organizzare i marxisti-leninisti europei, per questo motivo si mosse visitando i maoisti di Berna, Parigi, Roma, andando a Tirana ove il partito comunista al potere, che aveva il nome di Partito del Lavoro d'Albania, aveva sposato la linea cinese in opposizione a quella sovietica. Inoltre Hauwaert, un grippista, fu inviato nel Congo ex-belga dove si incontrò con Laurent-Désiré Kabila, al tempo capo dei ribelli.
Nel 1964 Grippa si recò in Cina dal 29 maggio al 14 giugno, in un gruppo che includeva sua moglie Madeleine Chapellier-Grippa, e altri militanti: Henri Glineur, René Raindorf, Arnold Hauwaert, dove fu ricevuto con onori a Pechino prima da Deng Xiaoping e Kang Sheng, quindi dallo stesso Mao Zedong (fu ampiamente diffusa una fotografia del loro incontro), con una breve digressione (29 maggio 4 giugno) in Corea del Nord, ricevuto da Kim Il-sung a Pyongyang . Durante questa visita Grippa osservo la realtà cinese e anni dopo scrisse che si fece la convinzione che Mao non sia né un genio, né un despota illuminato, ma piuttosto un dittatore cinico e crudele per il quale il fine giustifica i mezzi .
A differenza della maggior parte dei movimenti filocinesi europei, il partito di Grippa partecipava alle elezioni. Le sue campagne elettorali furono segnate da numerosi scontri, il più delle volte con gli attivisti pro-sovietici del PCB. Il 23 maggio 1965 si presentò alle elezioni legislative belghe e la sera del 20 maggio 1965, a Tubize, città industriale del Brabante Vallone, un manifestante del PCB filo-sovietico, Marcel Seys, impegnato ad attaccare manifesti propagandistici, fu ucciso in una rissa da un attivista filo-cinese del PCB grippino che sostenne di essersi difeso legittimamentevenendo condannato a sei mesi di prigione, con pena sospesa. In queste elezioni il partito ricevette 23903 voti, pari al 0,5% dei votanti.

Liu Shaoqi (sinistra) e Mao ritratti assieme nel luglio 1965, prima della detronizzazione del primo ad opera del secondo

### Rottura con Pechino
Dopo la morte di Mao Grippa si scontrò col nuovo gruppo dirigente di Pechino, allineandosi alla linea "antirevisionista" dell'albanese Enver Hoxha che aveva ripudiato la nuova linea poliitca post Mao. Conseguentemente nel 1967 il governo cinese interruppe bruscamente il suo sostegno a Jacques Grippa, e il suo non apparve più negli articoli dell'agenzia di stampa New China di Pechino, a causa di questa scomunica il PCB-Pechino (soprannome del Partito Comunista guidato da Grippa) implose, la minoranza grippista dovette uscirne, Grippa e altri due dirigenti furono espulsi dal partito, sostanzialmente per aver criticato la rivoluzione culturale cinese, a questa espulsione seguì un contro espulsione da parte di Grippa e dal gruppo rimasto filocinese nacque un nuovo Partito Comunista Marxista-Leninista del Belgio (PCMLB).
A partire dal 1968, Jacques Grippa difese le posizioni di Liu Shaoqi, l'ex presidente del Partito Comunista Cinese detronizzato da Mao Zedong tramite la proclamazione della rivoluzione culturale cinese. Questo lo portò ad essere oggetto di forti attacchi da parte delle altre realtà marxiste leniniste filo-maoiste europee, come i numerosi articoli che apparvero in "Lavoro Politico", nella cui redazione prevalevano i militanti del PCd'I.
Jacques Grippa continuò il suo impegno politico, ma prima di morire si riavvicinò, dopo un fallito tentativo di adesione al Partito Laburista Belga (PTB), al Partito Comunista del Belgio, che era rimasto di osservanza filo-sovietica.
Nel 1979 Grippa si presentò alla sede del Partito comunista belga filosovietico e chiedendo di essere reintegrato. Secondo alcune voci, a sostegno della sua richiesta, avrebbe fornito una lettera di raccomandazione dell'ambasciata sovietica a Bruxelles. Questo fatto diede credito alla teoria secondo cui Grippa fosse, fin dall'inizio, un agente provocatore di Mosca, infiltratosi al vertice del gruppo filo-cinese, per poterlo sabotare.
In Francia, la corrente "grippista" fu rappresentata dal 1965 al 1976 dal Centro marxista-leninista di Francia.

### Vita familiare
Grippa si sposò con la militante comunista Magdeleine Chapellier (1914 – 21 agosto 2009) ed ebbero tre figli. Magdeleine lo seguì nella sua scissione dal PCB e lo accompagnò nel suo viaggio a Pechino.
Nel 1988 pubblicò il suo libro di memorie, Chronique vécue d’une époque - 1930-1947, scritto con particolare attenzione sugli anni precedenti e contemporanei alla guerra.